# Station Krefeld-Oppum
Station Krefeld-Oppum is een treinstation in het stadsdeel Oppum van de Duitse stad Krefeld. Het station ligt aan de lijnen
Krefeld-Oppum - Bochum Nord, Mönchengladbach - Krefeld-Oppum en Keulen - Kranenburg.
63,9: Mönchengladbach Hbf ·
68,8: Viersen-Helenabrunn ·
71,2: Viersen Gbf ·
72,6: Viersen ·
72,7: Viersen BM ·
77,8: Anrath ·
81,0: Forsthaus ·
Krefeld Süd ·
87,4: Krefeld Hbf ·
Krefeld Gbf ·
90,5: Krefeld-Oppum
0,0: Köln Hbf ·
2,3: Köln-Nippes ·
7,8: Köln-Longerich ·
9,8: Köln Volkhovener Weg ·
10,6: Köln-Chorweiler ·
11,5: Köln-Chorweiler Nord ·
12,9: Köln-Blumenberg ·
14,8: Köln-Worringen ·
17,7: Dormagen Chempark ·
20,8: Dormagen ·
24,3: Nievenheim ·
27,0: Neuss-Allerheiligen ·
29,7: Norf ·
33,8: Neuss Süd ·
36,2: Neuss Hbf ·
43,2: Meerbusch-Osterath ·
50,5: Krefeld-Oppum ·
53,6: Krefeld Hbf ·
59,1: Benrad-St.Tönis ·
65,0: Kempen ·
68,5: St. Hubert-Vösch ·
72,7: Aldekerk ·
76,3: Nieukerk ·
83,6: Geldern ·
88,6: Wetten ·
92,5: Kevelaer ·
98,6: Weeze ·
105,5: Goch ·
108,4: Pfalzdorf ·
114,1: Bedburg-Hau ·
118,4: Kleve ·
120,4: Cleve Tiergarten ·
122,5: Donsbrüggen ·
125,1: Nütterden ·
128,1: Frasselt ·
129,3: Kranenburg